# 에콜 폴리테크니크

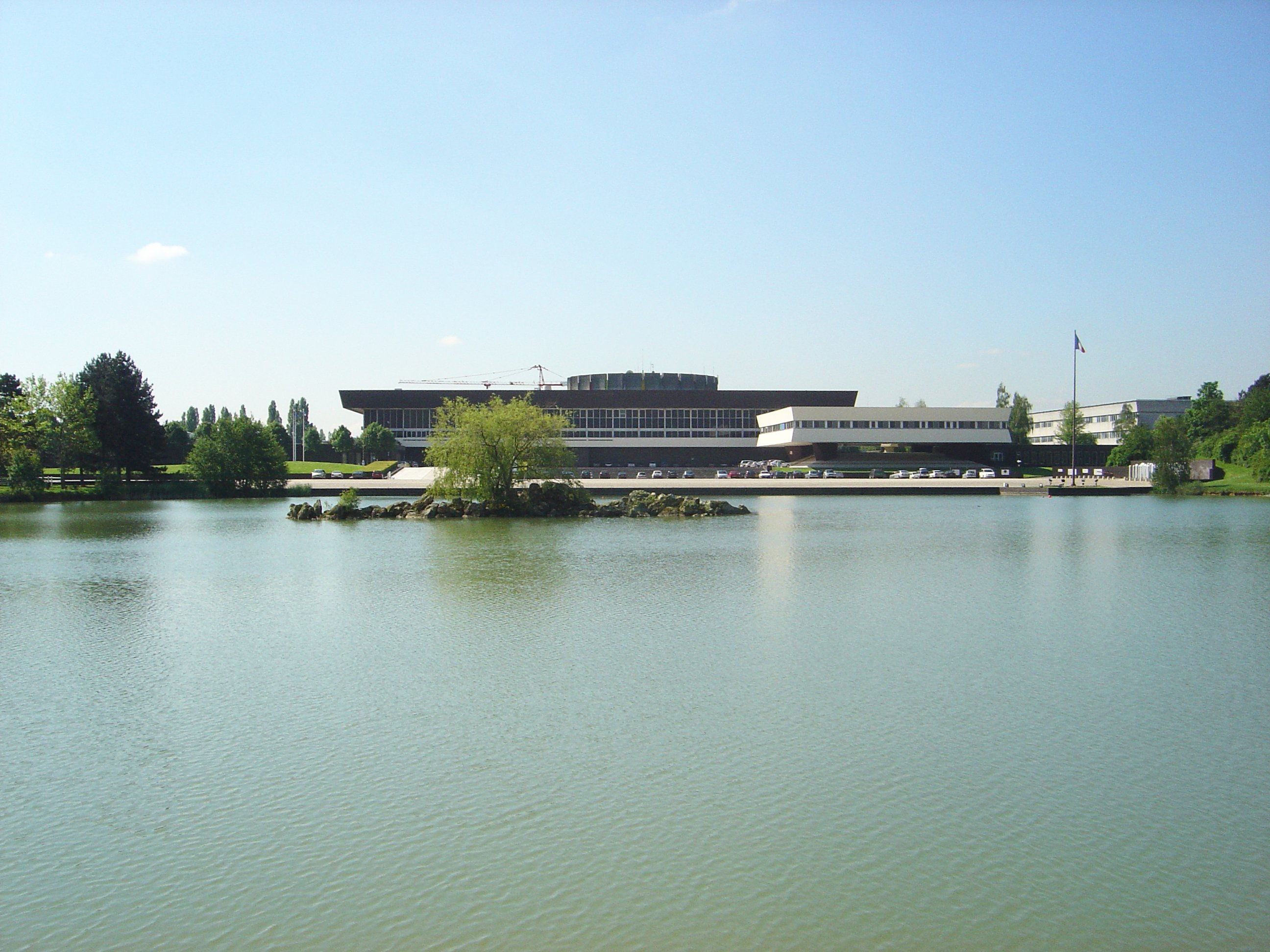
에콜 폴리테크니크 전경

에콜 폴리테크니크(프랑스어: École Polytechnique, 약칭 EP 또는 L'X)는 1794년에 세워진 프랑스의 명문 공학 계열 그랑제콜(grandes écoles) 중 하나다. 프랑스의 명문학교(그랑제콜 또는 그랑제꼴) 중에서도 최정상급 학교이며, 프랑스의 MIT라고 불리기도 한다. 2007년부터는 파리테크(파리 공과대학교)라고 불리는 파리 지역 공학계열 그랑제콜 연합체의 일원으로 참여하고 있다. 2019년 6월 공식적으로 Institut Polytechnique de Paris(IP Paris) 가 생기면서, IPP로 불리기도 한다.
설립 당시 기관명은 École centrale des travaux publics(한국어: 공역무(公役務) 학교)으로, 1804년 나폴레옹 1세에 의해 군사학교로 분류되어 현재의 명칭으로 불리게 되었다. 역사적으로 에콜 폴리테크니크의 학생 중 프랑스 시민인 경우에는 입학과 동시에 공무원 신분이 되어 졸업후 기술관료로 임용되었었다. 때문에 지금도 전통적인 의미에서 프랑스인 학생들은 학사과정을 이수하기 이전에 일정 기간의 군사 교육 기간을 거치게 된다. 특별 행사가 있을 때에는 국적을 불문하고 학생 전원이 의례적으로 군복을 입어야 할 때도 있다.
캠퍼스는 개교 초기에 파리 중앙의 카르티에 라탱(Quartier Latin)에 위치하였으나, 1976년에 파리 교외의 팔레조(Palaiseau)로 이전했다. 2015년부터 프랑스의 최상위 대학 및 연구소들과 함께 파리-사클레 대학 체제를 설립하여 현재 Saclay 지역에 집합되어 있었으나, 2019년 파리-사클레 대학 멤버에서 탈퇴하고 ENSTA Paris, ENSAE Paris, 그리고 Télécom Paris 와 같이  Institut Polytechnique de Paris(IP Paris)를 구성했다.

## 구성
에콜 폴리테크니크의 4년제 엔지니어(ingénieur) 과정은 학사/석사학위 통합과정에 준하는 디플롬 (diplôme d'ingénieur) 과정으로, 엄격한 선발과정을 통해 매년 500명 정도의 신입생을 선발한다. 엔지니어 과정의 신입생들은 대부분 자연계열 그랑제콜 입학을 준비하는 학생들 중에서 매우 우수한 학생들이며, 일부는 학부과정을 이수했거나 외국 대학에 재학중인 우수한 학부생들을 선발하기도 한다.
2004년 볼로냐 체제 이후부터는 전공분야에 집중하는 석사 과정이 새롭게 분리 신설되었다.박사과정은 공식적으로 설립되어있지는 않지만 프랑스국립대학연구소 및 영미권 최정상학교들로 진학하는 연결 프로그램들이 존재한다.